# Kek (dessinateur)
Pour les articles homonymes, voir Kek.
 (octobre 2018).
Si vous disposez d'ouvrages ou d'articles de référence ou si vous connaissez des sites web de qualité traitant du thème abordé ici, merci de compléter l'article en donnant les références utiles à sa vérifiabilité et en les liant à la section « Notes et références ».
Kek, de son vrai nom Kévin Nave, né le 17 mai 1979 à Dunkerque (Nord), est un développeur et webmestre français, par ailleurs auteur de bandes dessinées et d'un Blog BD (Chez Kek).

## Biographie
Après un DEUG de physique-chimie et des études de conception multimédia à Supinfocom et plusieurs contrats en entreprise, Kek travaille en indépendant et crée la société Zanorg (« gros naze » à l'envers) en 2003. Son blog présente au départ différents jeux en Flash (baptisés jeux chiants par l'auteur lui-même), ainsi que des photo-montages, des mélodies (guitare, banjo) et autres documents personnels. Ce laboratoire lui permet ensuite de se lancer peu à peu dans la bande dessinée, à partir de saynètes souvent autobiographiques. Virginie, une histoire qui sent la colle Cléopâtre est, sur les conseils de Lewis Trondheim, publiée en album chez Delcourt. Il publie chez des éditeurs indépendants Mon chat et moi (Foolstrip) puis Les années collège (Les coiffeurs pour dames puis Lapin). 
Kek publie deux tomes de ses Quotichiants, initialement diffusés sur son blog/site, toujours chez Delcourt, le premier en 2014, et le deuxième en juin 2020. 
En 2021, Kek publie chez  First "Un coin d'humanité", où il raconte son expérience de bénévole pour les Restos du coeur, en particulier dans le secteur des Invalides à Paris,.
Webmestre du magazine de bande dessinées Psikopat, il a également travaillé ensuite pour les sites internet de Fluide glacial, Spirou et autres revues. 
En parallèle, Kek a publié un ouvrage d'initiation au langage informatique Flash Professional 8 en 2006, et un autre sur Flash Professionnel CS3 en 2007. Il est aussi à l'origine de Itchana Tchones, un jeu qui reprend le personnage d'Indiana Jones.

## Publications
- Virginie, une histoire qui sent la colle Cléopâtre (Delcourt, janvier 2007)  : album racontant comment un jeune homme tente de retrouver son amour d'enfance seize ans plus tard.
- Flash Professional 8, par Stéphane Declercq et Kévin Nave (Micro Applications, février 2006).
- Flash Professional CS3, par Stéphane Declercq et Kévin Nave (Micro Applications, octobre 2007).
- Mon chat et moi, édité par Foolstrip en mars 2008.
- Les années collège, édité par Les coiffeurs pour dames en mars 2012, et réédité par les Editions Lapin en 2018
- Encyclopédie des petits moments chiants, édité par Delcourt en juin 2014
- Encyclopédie des petits moments chiants Tome 2, édité par Delcourt en juin 2020
- Un coin d'humanité, édité par First édition en mars 2021
- Du beau avec du moche, édité par Delcourt en février 2023